# Дружинин, Афанасий Семёнович
Афанасий Семёнович Дружинин (4 января 1900, д. Наумовская, Онежский у-д, Архангельская губ., Российская империя—19 августа 1942) — советский военнослужащий, полковник, командир 18-й танковой бригады, кавалер двух Орденов Красного Знамени.

## Биография
Афанасий Семёнович родился 4 января 1900 года в деревне Наумовская Онежского уезда Архангельской губернии Российской империи (ныне — деревня Наумовская Порожского сельского поселения Онежского района Архангельской области Российской Федерации) в крестьянской семье. В 1910 году окончил трёхклассную церковно-приходскую школу.
В 1920 году Дружинин окончил повторные командные курсы при 16-й армии Рабоче-Крестьянской Красной Армии, а в 1925 году — 3-ю Западную пехотную школу. Продолжил обучение и в 1932 году окончил Высшие офицерские Краснознамённые курсы «Выстрел» и Броне-танковые курсы усовершенствования и переподготовки командного состава РККА имени тов. Бубнова, затем в 1936 году — курсы усовершенствования командного состава по разведке.

### Военная служба
С сентября 1918 года был партизаном Лепшенского партизанского отряда. С января 1919 года вступил в ряды Красной Армии, служил в 1-м Петроградском железном полку. С марта того же года служил старшим разведчиком 161-го стрелкового Северо-Двинского полка 18-й стрелковой Ярославской дивизии. В ноябре 1919 года стал командиром отделения пешей разведки 161-го стрелкового Северо-Двинского полка 2-й стрелковой дивизии. В 1920 году Афанасий Семёнович был награждён Орденом Красного Знамени. С октября 1920 года Дружинин служил командиром взвода 67-го стрелкового полка 8-й стрелковой дивизии, с февраля 1921 года — временным командиром роты. В июле 1922 года стал командиром взвода 23-го стрелкового полка 8-й стрелковой Минской дивизии. С сентября 1922 года Дружинин стал курсантом 3-й Западной пехотной школы, в октябре 1923 года — командиром отделения. С октября 1924 года служил помощником командира взвода. С августа 1925 года служил командиром взвода 135-го стрелкового полка 45-й стрелковой дивизии.
С ноября 1926 года стал политическим руководителем роты 136-го стрелкового полка 46-й стрелковой дивизии. В июне 1929 года Дружинин стал командиром и политруком роты. С декабря 1930 года служил командиром роты 137-го стрелкового полка 46-й стрелковой дивизии, с июля 1931 года — начальником штаба батальона. С декабря того же года был временным командиром батальона, с февраля 1932 года — временным командиром батальона 37-го стрелкового полка 46-й стрелковой дивизии. С июня служил командиром стрелкового батальона, а с сентября — начальником штаба отдельного танкового батальона 46-й стрелковой дивизии. С декабря 1934 года стал начальником штаба отдельного разведывательного дивизиона 46-й стрелковой дивизии.
В марте 1936 года Афанасий Семёнович занял пост начальника 2-й части штаба 2-й Кавказской стрелковой дивизии. С февраля 1937 года стал помощником начальника по учебной части 2-й запасной танковой бригады, а с сентября — командиром танкового батальона. В 1938 году получил звание майора и был награждён юбилейной медалью «XX лет Рабоче-крестьянской Красной Армии».
С марта 1938 года Дружинин служил командиром танкового батальона 2-го танкового полка, с ноября того же года — помощником командира по строевой части 39-го танкового полка 16-й кавалерийской дивизии. В 1940 году получил звание подполковника. С 11 июля 1940 года служил начальником штаба 30-го танкового полка 15-й танковой дивизии, с 19 июля — начальник штаба 29-го танкового полка 15-й танковой дивизии. С 7 августа того же года служил заместителем командира 15-го моторизованного полка 15-й танковой дивизии, с 12 сентября — заместителем командира 29-го танкового полка 15-й танковой дивизии.
С 9 декабря 1940 года Дружинин служил командиром 15-го танкового полка, с 21 декабря — командиром 39-го танкового полка 20-й танковой дивизии, а с 20 сентября 1941 года — командиром 18-й танковой бригады.
11 декабря 1941 года получил звание полковника. 2 января 1942 года был повторно награждён Орденом Красного Знамени.
23 марта 1942 года осуждён[как?] судом Военного трибунала Западного фронта.
С 18 апреля 1942 года занял должность исполняющего обязанности заместителя командира 145-й отдельной танковой бригады. С 26 июля был исполняющим обязанности командира 23-й танковой бригады.
Погиб при выполнении боевых задая 19 августа 1942 года в звании полковника и должности заместителя командира 145-й отдельной танковой бригады.

## Воинские звания
- майор (1938 год)[1][5];
- подполковник (1940 год)[1][6];
- полковник (11 декабря 1941 года)[1][10];

## Награды
- Орден Красного Знамени (1920 год)[1];
- Юбилейная медаль «XX лет Рабоче-Крестьянской Красной Армии» (1938 год)[1];
- Орден Красного Знамени (2 января 1942 года)[1];